# 21262 Kanba
21262 Kanba è un asteroide della fascia principale. Scoperto nel 1996, presenta un'orbita caratterizzata da un semiasse maggiore pari a 3,1386054 UA e da un'eccentricità di 0,2416069, inclinata di 8,38863° rispetto all'eclittica.